# Adrienne Hill
Adrienne Hill (* 22. Juli 1937 in Plymouth, Devon; † 6. Oktober 1997 in London) war eine britische Schauspielerin.

## Leben
Hill absolvierte ihre Schauspielausbildung am Bristol Old Vic. Die ersten acht Jahre als Schauspielerin verbrachte sie im Theater. Sie trat gemeinsam mit der Old Vic Company in London auf. Danach war sie mit einer Repertoire-Theatergruppe unterwegs. Sie war die Zweitbesetzung für Maggie Smith in dem Theaterstück Mary, Mary. Dort entdeckte sie Viktors Ritelis, der Produktionsassistent von Doctor Who. Er war so beeindruckt von ihrer Darstellung, dass er sie zum Vorsprechen einlud. Sie bekam zwar diese Rolle nicht, wurde aber später als Katarina, einer Begleiterin des Doktors gecastet. Katarina war die erste Begleiterin, die in der Serie starb. Sie opferte sich in der Serie für den Doktor.
1965 war Hill in zwei weiteren BBC Serien zu sehen, in Compact und 199 Park Lane. Ihre Rolle in 199 Park Lane sollte in der kommenden Staffel noch wichtiger werden, jedoch wurde die Serie nach nur 18 Episoden abgesetzt. Hill nahm dann eine Hauptrolle in der langlebigen BBC Radioserie Waggoner's Walk auf. Sie spielte Myrna Podmore.
Während ihrer Zeit in Doktor Who hatte Hill eine Affäre mit ihrem Co-Darsteller Peter Purves. Nach Doctor Who heiratete sie, wurde schwanger und zog mit ihrem Mann nach Holland, da dieser dort einen Job bekommen hatte. Dort lebten sie für einige Zeit, bis sie dann wieder nach England und später in die Vereinigten Staaten zogen. In den 1970er Jahren trennten sich Hill und ihr Ehemann. Hill zog mit ihren beiden Kindern wieder nach England. Dort unterrichtete sie an einer Schauspielschule. Nach fünf Jahren gab sie diesen Job wieder auf um wieder als Schauspielerin tätig zu sein. Am 6. Oktober 1997 starb Hill an Krebs.

## Filmografie
- 1965: Doctor Who (Fernsehserie, 5 Folgen)
- 1965: Compact
- 1965: 199 Park Lane
- 1998: City Life (Fernsehserie, 1 Folge)